# 송서 (음악)
송서(誦書)는 서울특별시의 무형문화재이다. 2009년 3월 5일 서울특별시의 무형문화재 제41호로 지정되었다.

## 개요
송서는 전통사회에서 선비들이 일정한 음률로 한문이나 소설 등을 읽는 행위를 지칭한다. 송서는 내용이 한문으로 된 것과 소설이 있는 바, 전통사회에서는 이것이 일종의 양반 사대부의 교양이 되었던 것이다. 송서는 예술성과 역사성이 아울러 갖춰져 있다.
대체로 송서는 서울 지역의 음악어법으로 부른다. 그렇기 때문에 송서는 조선시대의 산물이라는 역사성과 서울이라는 지역성을 그 특징으로 한다.
2009년 3월 5일 유의호(유창)가 보유자로 인정받아 활동하고 있다. 

## 참고 문헌
- 송서 - 국가유산청 국가유산포털